# Ferrocarril Urbano de Maipú
El Ferrocarril Urbano de Maipú fue una línea de tranvías a tracción animal —también denominados «carros de sangre»— existente en la localidad de Maipú (Santiago de Chile).

## Historia
El 1 de julio de 1910 Joaquín Demarchi solicitó a la municipalidad de Maipú la autorización para instalar una línea de tranvías tirados por caballos; 3 días después le fue otorgada la concesión, inicialmente por 10 años. El trazado de la línea se iniciaba en la estación Maipú, que formaba parte de la línea ferroviaria que unía Santiago con Cartagena, y continuaba por la avenida Pajaritos hasta 5 de Abril, en donde viraba hacia el oeste y finalizaba su recorrido al costado norte de la iglesia de la Victoria de Maipú, en calle Rinconada aproximadamente 30 metros al poniente de la calle Emiliano Llona, lugar donde se encontraban las cocheras.
La trocha del Ferrocarril Urbano de Maipú era de 750 mm, y su flota estaba compuesta de 4 carros y 12 caballos en 1916, además de poseer un personal compuesto por 5 hombres; en 1919 la planta humana era de 6 hombres.
En 1918, con ocasión del centenario de la Batalla de Maipú, el tranvía cambió su nombre a «Ferrocarril Urbano Campos de Batalla de Maipú». Continuó circulando hasta los años 1930; guías turísticas de inicios de dicha década aún consignan su existencia.

## Pasajeros movilizados
| Año  | Pasajeros |
| ---- | --------- |
| 1915 | 66 329    |
| 1916 | 54 678    |
| 1919 | 74 786    |
| 1921 | 75 000    |